# Cloquette
Cloquette (ook: Clochette) is een gehucht in de Franse gemeente Klaarmares (Clairmarais) in het departement Pas-de-Calais. Cloquette ligt in het oosten van de gemeente.

## Geschiedenis
De plaats bevond zich in de parochie Schoubrouck. Arnoud, graaf van Guînes, stichtte hier in 1261 een klooster, gewijd aan Onze-Lieve-Vrouw van Nazareth. De kloosterlingen verhuisden in 1457 echter naar Houtkerke en in 1468 naar Noordpene.
De oude hoeve werd na de Franse Revolutie in 1792 verkocht. Op het eind van het ancien régime werd Cloquette een gemeente. In 1801 werd de kleine gemeente al opgeheven en samengevoegd met buurgemeente Klaarmares.

## Bezienswaardigheden
- De gevel en het dak van een paviljoen uit 1777 van de cisterciënzer abdijhoeve werden in 1991 ingeschreven als monument historique.